# Paket von X
Paket von X (Originaltitel: Packages From Planet X) ist eine US-amerikanische und kanadische Zeichentrickserie, welche von American Greetings und DHX Media produziert wird. Ihre Premiere feierte die Serie am 13. Juli 2013 auf dem US-amerikanischen Sender Disney XD. In Kanada läuft die Serie erst seit dem 16. Januar 2014 auf Teletoon. Die deutschsprachige Erstausstrahlung der Serie erfolgte am 1. Dezember 2013 auf dem Bezahlfernsehsender Disney XD. Die Free-TV-Premiere der Serie ist seit dem 8. September 2014 auf dem Disney Channel zu sehen.

## Handlung
Der 15-jährige Dan Zembrosky bekommt eines Tages merkwürdige Pakete aus dem All, genauer gesagt vom Planeten X, zugestellt. Deren intergalaktische Inhalte nutzen er und seine beiden Freunde Troll und Amanda zu ihrem Vorteil, beispielsweise um einen Test in der Schule zu bestehen oder ein wichtiges Fußballspiel zu gewinnen.

## Figuren

### Hauptfiguren
Dan Zembrovski ist 15 Jahre alt und hängt in der Regel mit seinen besten Freuden Troll und Amanda ab. Seitdem Dan die Pakete empfängt, übernimmt er eine kleine Heldenrolle. Er nutzt die Inhalte der Pakte oft für sein Vorteil im täglichen Leben und kommt damit immer durch.
Troll Moko ist Dans bester Freund und seine rechte Hand. Wie Dan fragt er sich später, was es mit den Pakten auf sich hat. Er respektiert die Natur und Tiere, mit Ausnahme von Waschbären (weil einer seiner Vorfahren ein Waschbär-Jäger war). Zudem kann Troll sehr gut kochen. 
Amanda Highborn  ist der Genius der drei Freunde. Ihr Onkel Rory hat ihr eine Zeitschrift hinterlassen, in der die Bedeutung der Pakete beschrieben ist. Sein Verschwinden hat sie misstrauisch gegenüber jedem in Iron Bay gemacht. Sie vermutet, sie seien Aliens auf der Suche nach ihrem Onkel. 
Dr. Corvis Copernicus/Leepthor ist der Hauptschurke der Serie, der ständig versucht, die Pakete von Dan zurückzuholen und die Erde im Namen des Planeten X zu übernehmen. Als er zum ersten Mal die Erde betritt, wird sein Körper von Leepthor übernommen, welcher diesen als Tarnung nutzt. Es wird einmal angedeutet, dass Leepthor der Rivale von Rory war. Er war für kurze Zeit wieder auf Planet X, wurde dann aber wieder auf die Erde geschickt. 
Calimary ist eine mutierte Squibbonen (ein Affe mit Riesentintenfischarmen auf seinem Rücken) und die erste Mutantenschöpfung von Dr. Corvis Copernicus. Trotz ihres Verlangens nach Banane und Fisch und ihrer leichten Dummheit hält Dr. Corvis Copernicus an ihr fest. Kurzzeitig war Calimary durch Troll mit in Dans Team, aber Troll erkannte, das Dr. Corvis Copernicus sie mehr braucht als sie selber und ließ Calimary zurück zu ihrem Meister gehen.

### Nebenfiguren
Duane Zembrovski ist Dans Vater und Besitzer einer Raststätte nahe den Docks. Er weiß, dass sein Sohn lieber mit seinen Freunden abhängt, als mit in der Raststätte zuarbeiten, was bei Dan Schuldgefühle auslöst. Duane wurde in der Folge Tag X zu einem Monster, was fast die ganze Stadt zerstört hätte, aber wurde von Troll, Curt und Calimary aufgehalten.
Mrs. Zembrovski ist Dans Mutter. Sie betreibt eine Kindertagesstätte-Gruppe bei ihr zu Hause. 
Mr. Dooley ist der strenge Wissenschaftslehrer an Dans High-School. Dan und seine Freunde vermuten, dass er mit Dr. Copernicus zusammenarbeitet, was sich später als falsch herausstellt. 
Overlord ist der wichtigste Offiziersführer von Planet X und einer der drei Aliens, der die Fortschritte von Dr. Copernicus überprüft. Er findet Dr. Copernicus unfähig, aber Dan redet ihm ein, dass Dr. Copernicus die Herrschaft der Erde übernommen hat. 
Rory ist der Onkel von Amanda, der spurlos verschwunden ist. Er wurde gefangen genommen und auf Planet X verschleppt, wo er aber aus dem Gefängnis des Overlords entkommen könnte. Währenddessen fand Amanda eine Zeitschrift und fing an ihn zu suchen. Es wurde später aufgedeckt, dass er eine Notiz in der Zeitschrift versteckt hat, in der steht, dass er lebendig sei und Informationen über Planet X sammelt. Durch seine Hilfe konnte Dan auch wieder Pakete empfangen. 
Mrs. Highborn ist Amandas Mutter. Sie versuchte, Amanda zu einem richtigen Mädchen zu erziehen und wollte, dass sie Kleider trägt, mit Freundinnen abhängt und mit Puppen spielt, was aber bei Amanda dazu führte, dass sie Angst vor Puppen hat. 
Mr. und Mrs. Moko sind Trolls Eltern. Sie führen einen Fischerei-Markt und fangen Fische im Ozean. Sie sind gut befreundet mit Dans Vater und kaufen in seiner Raststätte Köder zum Angeln ein.

## Synchronisation
Die deutsche Synchronisation entsteht unter dem Dialogbuch von Patrick Baehr und der Dialogregie von Karlo Hackenberger durch die Synchronfirma SDI Media Germany GmbH in Berlin.
| Rolle                 | Originalsprecher | Deutscher Synchronsprecher |
| --------------------- | ---------------- | -------------------------- |
| Dan Zembrovski        | Vincent Tong     | Jan Makino                 |
| Troll Moko            | Ty Olsson        |                            |
| Amanda Highborn       | Britt Irvin      |                            |
| Dr. Corvis Copernicus | Brian Drummond   |                            |
| Duane Zembrovski      | Colin Murdock    |                            |
| Mrs. Zembrovski       | Nicole Oliver    |                            |
| Terrance              | Kyle Rideout     |                            |

## Ausstrahlung
USA
Die Erstausstrahlung der ersten Staffel war vom 13. Juli 2013 bis zum 24. Februar 2014 auf dem US-amerikanischen Sender Disney XD zu sehen. 
Deutschland
Die deutschsprachige Erstausstrahlung der ersten Staffel war vom 1. Dezember 2013 bis zum 16. Juni 2014 auf dem Bezahlfernsehsender Disney XD zu sehen. Die Free-TV-Premiere der ersten Staffel wird ab dem 8. September 2014 auf dem Disney Channel zu sehen sein.  

### Übersicht
| Staffel | Episoden | Erstausstrahlung USA | Erstausstrahlung USA | Erstausstrahlung (Disney XD Deutschland) | Erstausstrahlung (Disney XD Deutschland) | Free-TV-Premiere (Disney Channel Deutschland) | Free-TV-Premiere (Disney Channel Deutschland) |
| Staffel | Episoden | Staffelpremiere      | Staffelfinale        | Staffelpremiere                          | Staffelfinale                            | Staffelpremiere                               | Staffelfinale                                 |
| ------- | -------- | -------------------- | -------------------- | ---------------------------------------- | ---------------------------------------- | --------------------------------------------- | --------------------------------------------- |
| 1       | 26       | 13. Juli 2013        | 24. Februar 2014     | 1. Dezember 2013                         | 16. Juni 2014                            | 8. September 2014                             | TBA                                           |

### Internationale Ausstrahlung
| Land/Region                    | Sender    | Premiere der Serie | Titel                  |
| ------------------------------ | --------- | ------------------ | ---------------------- |
| Vereinigte Staaten             | Disney XD | 13. Juli 2013      | Packages from Planet X |
| Frankreich Schweiz Belgien     | Disney XD | 29. November 2013  | Livraison eXpress      |
| Deutschland Österreich Schweiz | Disney XD | 1. Dezember 2013   | Paket von X            |
| Argentinien                    | Disney XD | 9. Dezember 2013   | Planeta X              |
| Bolivien                       | Disney XD | 9. Dezember 2013   | Planeta X              |
| Chile                          | Disney XD | 9. Dezember 2013   | Planeta X              |
| Kolumbien                      | Disney XD | 9. Dezember 2013   | Planeta X              |
| Ecuador                        | Disney XD | 9. Dezember 2013   | Planeta X              |
| Guatemala                      | Disney XD | 9. Dezember 2013   | Planeta X              |
| Honduras                       | Disney XD | 9. Dezember 2013   | Planeta X              |
| Mexiko                         | Disney XD | 9. Dezember 2013   | Planeta X              |
| Paraguay                       | Disney XD | 9. Dezember 2013   | Planeta X              |
| Peru                           | Disney XD | 9. Dezember 2013   | Planeta X              |
| Dominikanische Republik        | Disney XD | 9. Dezember 2013   | Planeta X              |
| Uruguay                        | Disney XD | 9. Dezember 2013   | Planeta X              |
| Venezuela                      | Disney XD | 9. Dezember 2013   | Planeta X              |
| Polen                          | Disney XD | 4. Januar 2014     | Paczki z planety X     |
| Kanada                         | Teletoon  | 16. Januar 2014    | Packages from Planet X |

## Episodenliste
| Nr. (ges.) | Nr. (St.) | Deutscher Titel                | Originaltitel                | Erstausstrahlung USA | Deutschsprachige Erstausstrahlung (Disney XD) |
| ---------- | --------- | ------------------------------ | ---------------------------- | -------------------- | --------------------------------------------- |
| 1a         | 1a        | Das Fleischbällchen-Monster    | Feast Beast                  | 13. Juli 2013        | 2. Dez. 2013                                  |
| 1b         | 1b        | Schlauheit aus dem Schlüpfer   | Brain Briefs                 | 13. Juli 2013        | 3. Dez. 2013                                  |
| 2a         | 2a        | Hybridmonster                  | Monkey Business              | 20. Juli 2013        | 4. Dez. 2013                                  |
| 2b         | 2b        | Der Astro-Blaste               | Astro Blasters               | 20. Juli 2013        | 5. Dez. 2013                                  |
| 3a         | 3a        | Eigentor                       | Sticker Shock                | 22. Juli 2013        | 13. Mai 2014                                  |
| 3b         | 3b        | Die Maske                      | Mask And Ye Shall Receive    | 5. Aug. 2013         | 14. Mai 2014                                  |
| 4a         | 4a        | Der Anderswohinner             | Somewhere-Elser              | 27. Juli 2013        | 1. Dez. 2013                                  |
| 4b         | 4b        | Der große Fang                 | Squid Pro Quo                | 27. Juli 2013        | 12. Mai 2014                                  |
| 5a         | 5a        | Eine Frage des Alters          | One For The Ages             | 3. Aug. 2013         | 8. Dez. 2013                                  |
| 5b         | 5b        | Die Klon-Katastrophe           | Copy Cat                     | 3. Aug. 2013         | 9. Dez. 2013                                  |
| 6a         | 6a        | Falscher Empfänger             | Crash Course                 | 10. Aug. 2013        | 10. Dez. 2013                                 |
| 6b         | 6b        | Angriff der Klonpuppen         | A Night At West Iron High    | 10. Aug. 2013        | 21. Dez. 2013                                 |
| 7a         | 7a        | CuRT trifft BuRT               | CuRT Meets BuRT              | 12. Aug. 2013        | 13. Dez. 2013                                 |
| 7b         | 7b        | Die Alien-Babys                | Tummy Trouble                | 28. Sep. 2013        | 12. Dez. 2013                                 |
| 8a         | 8a        | Körpertausch                   | Mind Licorice                | 17. Aug. 2013        | 6. Dez. 2013                                  |
| 8b         | 8b        | Die Alien-Brille               | The Iron Crown Affair        | 17. Aug. 2013        | 7. Dez. 2013                                  |
| 9a         | 9a        | Captain Kuschel                | Troll’s BFF                  | 5. Okt. 2013         | 14. Dez. 2013                                 |
| 9b         | 9b        | Das Mysteriöse Leuchten        | Sunset Towers                | 19. Aug. 2013        | 15. Dez. 2013                                 |
| 10a        | 10a       | Hirnfrost                      | Brain Freeze                 | 24. Aug. 2013        | 20. Dez. 2013                                 |
| 10b        | 10b       | Party außer Kontrolle          | Party Out Of Bounds          | 24. Aug. 2013        | 16. Mai 2014                                  |
| 11a        | 11a       | Grüner Daumen                  | Spring Loaded                | 14. Sep. 2013        | 15. Mai 2014                                  |
| 11b        | 11b       | Haarige Angelegenheiten        | Bad Hair Day                 | 21. Sep. 2013        | 11. Dez. 2013                                 |
| 12a        | 12a       | -                              | Truth Or Scare               | 12. Okt. 2013        | -                                             |
| 12b        | 12b       | Gut verpackt ist halb zerstört | Working For Peanuts          | 12. Okt. 2013        | 19. Mai 2014                                  |
| 13a        | 13a       | Nette Kette                    | Birthday Bounty              | 19. Okt. 2013        | 16. Dez. 2013                                 |
| 13b        | 13b       | Aufgeblasen                    | Bubble Trouble               | 19. Okt. 2013        | 17. Dez. 2013                                 |
| 14a        | 14a       | Angriff von der Schattenseite  | Shadow Boxers                | 26. Okt. 2013        | 18. Dez. 2013                                 |
| 14b        | 14b       | Wettlauf gegen die Zeit        | For Whom The Bell Tolls      | 26. Okt. 2013        | 19. Dez. 2013                                 |
| 15a        | 15a       | Zurück an Absender Teil 1      | Return To Sender – Part 1    | 2. Nov. 2013         | 22. Dez. 2013                                 |
| 15b        | 15b       | Zurück an Absender Teil 2      | Return To Sender – Part 2    | 2. Nov. 2013         | 22. Dez. 2013                                 |
| 16a        | 16a       | Träum weiter!                  | Dream On                     | 4. Nov. 2013         | 20. Mai 2014                                  |
| 16b        | 16b       | Heilende Hände                 | Dr. Strangegloves            | 21. Feb. 2014        | 12. Juli 2014                                 |
| 17a        | 17a       | Trolls großes Rennen           | Off Road Rage                | 9. Nov. 2013         | 21. Mai 2014                                  |
| 17b        | 17b       | Gut in Form                    | Fitness Crazed               | 9. Nov. 2013         | 22. Mai 2014                                  |
| 18a        | 18a       | Dan-ergie                      | Big Dan On Campus            | 16. Nov. 2013        | 23. Mai 2014                                  |
| 18b        | 18b       | Der Ausbruch                   | Dan And The Volcano          | 16. Nov. 2013        | 26. Mai 2014                                  |
| 19a        | 19a       | Santa Dan                      | Christmas Evil               | 4. Dez. 2013         | 24. Dez. 2013                                 |
| 19b        | 19b       | Eiszeit                        | True North Strong & Freezing | 4. Dez. 2013         | 23. Dez. 2013                                 |
| 20a        | 20a       | Das Alienfon                   | Dan Phone                    | 12. Feb. 2014        | 27. Mai 2014                                  |
| 20b        | 20b       | Mr. Dooleys Geheimnis          | Dooley Noted                 | 12. Feb. 2014        | 28. Mai 2014                                  |
| 21a        | 21a       | Dan TV                         | Dan TV                       | 13. Feb. 2014        | 29. Mai 2014                                  |
| 21b        | 21b       | Völkerball!                    | Last Dan Standing            | 13. Feb. 2014        | 30. Mai 2014                                  |
| 22a        | 22a       | König Dan                      | The Dan Who Would Be King    | 14. Feb. 2014        | 2. Juni 2014                                  |
| 22b        | 22b       | Gefährliches Spiel             | The Game                     | 14. Feb. 2014        | 3. Juni 2014                                  |
| 23a        | 23a       | Das Fell der Gerechtigkeit     | Squirrely Dan                | 18. Feb. 2014        | 4. Juni 2014                                  |
| 23b        | 23b       | Zehn Leben                     | Do Over Dan                  | 19. Feb. 2014        | 5. Juni 2014                                  |
| 24a        | 24a       | Der Wetterballon               | What Goes Down, Must Come Up | 19. Feb. 2014        | 6. Juni 2014                                  |
| 24b        | 24b       | Mega-Mücken                    | Bug Spray                    | 20. Feb. 2014        | 9. Juni 2014                                  |
| 25a        | 25a       | Copernicus’ Haustier           | Aqua Dan                     | 20. Feb. 2014        | 10. Juni 2014                                 |
| 25b        | 25b       | Die Meermuh                    | The Song Of The Mermoo       | 21. Feb. 2014        | 11. Juni 2014                                 |
| 26a        | 26a       | Tag X – Teil 1                 | Mission To Planet X Part 1   | 24. Feb. 2014        | 13. Juni 2014                                 |
| 26b        | 26b       | Tag X – Teil 2                 | Mission To Planet X Part 2   | 24. Feb. 2014        | 16. Juni 2014                                 |